# Sofía Arreola
Sofía Arreola Navarro (* 22. April 1991 in Monterrey) ist eine mexikanische Radrennfahrerin, die bei Rennen auf Bahn und Straße startet.

## Sportliche Laufbahn
Bevor Sofía Arreola im Alter von 14 Jahren mit dem Radsport begann, übte sie verschiedene andere Sportarten aus, wie Sportschießen und Schwimmen. Ein Jahr später errang sie ihren ersten nationalen Meistertitel. Nachdem sie als Juniorin sechs Goldmedaillen bei panamerikanischen Radsportmeisterschaften errungen hatte sowie bei den UCI-Junioren-Weltmeisterschaften 2009 in Moskau den vierten Platz belegt hatte, wurde sie zur weiteren Ausbildung in das Centre Mondial du Cyclisme des Weltradsportverbandes UCI im schweizerischen Aigle eingeladen.
Bei den UCI-Bahn-Weltmeisterschaften 2013 in Minsk errang Arreola zwei Silbermedaillen, im Scratch und im Punktefahren. Sie ist die dritte Sportlerin aus Mexiko, der es gelang eine Medaille bei Bahn-Weltmeisterschaften zu gewinnen, nach Belem Guerrero und Nancy Contreras. Somit waren bis 2016 (Ignacio de Jesús Prado wurde Vize-Weltmeister im Scratch) alle bisherigen mexikanischen WM-Medaillengewinner im Bahnradsport Frauen.
In den folgenden Jahren errang Sofía Arreola zahlreiche Medaillen bei Wettbewerben in verschiedenen Ausdauerdisziplinen auf dem amerikanischen Kontinent. So wurde sie etwa 2016, 2017 und 2021 mit dem mexikanischen Vierer panamerikanische Vize-Meisterin in der Mannschaftsverfolgung. Mehrfach belegte sie auch Plätze unter den Top Ten bei UCI-Bahn-Weltmeisterschaften. 2021 holte sie bei den panamerikanischen Bahnmeisterschaften zwei Medaillen.  

## Erfolge

### Straße
2008
- Panamerikameisterschaft (Juniorinnen) – Einzelzeitfahren

2009
- Panamerikameisterschaft (Juniorinnen) – Einzelzeitfahren
- Panamerikameisterschaft (Juniorinnen) – Straßenrennen

### Bahn
2011
- Panamerikaspiele – Omnium

2012
- Mexikanische Meisterin – Omnium

2013
- Bahnweltmeisterschaften – Punktefahren, Scratch

2014
- Mexikanische Meisterin – Scratch, Punktefahren

2015
- Panamerikaspiele – Mannschaftsverfolgung (mit Ingrid Drexel, Mayra Rocha und Lizbeth Salazar)
- Mexikanische Meisterin – Einerverfolgung, Punktefahren

2016
- Panamerikameisterschaft – Mannschaftsverfolgung (mit Jessica Bonilla, Mayra Rocha und Yarely Salazar)

2017
- Panamerikameisterschaft – Mannschaftsverfolgung (mit Jessica Bonilla, Mayra Rocha und Yarely Salazar)
- Panamerikameisterschaft – Zweier-Mannschaftsfahren (mit Mayra Rocha)

2018
- Zentralamerika- und Karibikspiele – Zweier-Mannschaftsfahren (mit Lizbeth Salazar)
- Zentralamerika- und Karibikspiele – Zweier-Mannschaftsfahren (mit Lizbeth Salazar), Mannschaftsverfolgung (mit Jessica Bonilla, Lizbeth Salazar und Ana Casas)
- Mexikanische Meisterin – Omnium, Mannschaftsverfolgung (mit Lizbeth Salazar, Jessica Bonilla und Ana Casas), Zweier-Mannschaftsfahren (mit Lizbeth Salazar)

2019
- Panamerikameisterschaft – Punktefahren
- Panamerikameisterschaft – Mannschaftsverfolgung (mit Jessico Bonilla, Maria Antonieta Gaxiola und Mayra Rocha)

2021
- Mexikanische Meisterin – Mannschaftsverfolgung (mit Melanie Castañeda, Mayra Rocha und Romina Hinojosa)
- Panamerikameisterschaft – Mannschaftsverfolgung (mit Romina Cruz, Victoria Velasco und Yareli Acevedo)
- Panamerikameisterschaft – Ausscheidungsfahren

2023
- Panamerikameisterschaft – Punktefahren, Mannschaftsverfolgung (mit Yareli Acevedo, Lizbeth Salazar, Victoria Velasco und Antonieta Gaxiola)